# Basket Femminile Le Mura Lucca 2009-2010
Questa voce raccoglie le informazioni riguardanti il Basket Femminile Le Mura Lucca nelle competizioni ufficiali della stagione 2009-2010.

## Stagione
La stagione 2009-2010 del Basket Femminile Le Mura Lucca è stata la seconda disputata in Serie A2. Lo sponsor principale è stato Agos Ducato.
La società lucchese è arrivata prima nel Girone Sud ed è stata promossa in A1 dopo aver vinto la finale promozione.

## Verdetti stagionali
Competizioni nazionali
- Serie A2:

stagione regolare: 1º posto su 14 squadre (23-3)
- Coppa Italia di Serie A2:

Semifinale persa contro Bologna, finale per il 3º posto vinta contro la Virtus Cagliari.

## Rosa
| N° | Naz.                  | Ruolo | Sportivo          | Anno | Alt. |  |
| -- | --------------------- | ----- | ----------------- | ---- | ---- |  |
| 4  | Italia (bandiera)     | P     | Stefania Petri    | 1993 | 182  |  |
| 5  | Italia (bandiera)     | P     | Agnese Soli       | 1987 | 168  |  |
| 6  | Italia (bandiera)     | A     | Giorgia Ermito    | 1988 | 185  |  |
| 7  | Italia (bandiera)     | P     | Viviana Giordano  | 1989 | 167  |  |
| 8  | Italia (bandiera)     | G     | Beatrice Benicchi | 1995 | 171  |  |
| 9  | Italia (bandiera)     | G     | Claudia Corbani   | 1978 | 178  |  |
| 10 | Slovacchia (bandiera) | A     | Barbora Fabianová | 1982 | 182  |  |
| 11 | Italia (bandiera)     | G     | Gloria Favilla    | 1985 | 176  |  |
| 12 | Italia (bandiera)     | G     | Cristina Mei      | 1985 | 179  |  |
| 13 | Italia (bandiera)     | AP    | Alice Romagnoli   | 1984 | 190  |  |
| 15 | Italia (bandiera)     | A     | Arianna Zampieri  | 1988 | 183  |  |
| 18 | Italia (bandiera)     | P     | Martina Sandri    | 1988 | 184  |  |

## Risultati

### Coppa Italia
Final Four di Cagliari:
|  | Semifinali           | Semifinali           | Semifinali           |                      |                  | Finale           | Finale          | Finale          |  |
|  |                      |                      |                      |                      |                  |                  |                 |                 |  |
|  | Le Mura Lucca        | Le Mura Lucca        | 53                   |                      |                  |                  |                 |                 |  |
|  | Le Mura Lucca        | Le Mura Lucca        | 53                   |                      |                  |                  |                 |                 |  |
|  | Libertas Bologna     | Libertas Bologna     | 55                   |                      |                  |                  |                 |                 |  |
|  | Libertas Bologna     | Libertas Bologna     | 55                   |                      | Libertas Bologna | Libertas Bologna | 50              |                 |  |
|  |                      |                      |                      |                      | Libertas Bologna | Libertas Bologna | 50              |                 |  |
|  |                      |                      | Virtus Basket Spezia | Virtus Basket Spezia | 41               |                  |                 |                 |  |
|  | Virtus Cagliari      | Virtus Cagliari      | Virtus Basket Spezia | Virtus Basket Spezia | 41               | 61               |                 |                 |  |
|  | Virtus Cagliari      | Virtus Cagliari      |                      |                      |                  | 61               |                 |                 |  |
|  | Virtus Basket Spezia | Virtus Basket Spezia | 67                   |                      |                  | Finale 3º posto  | Finale 3º posto | Finale 3º posto |  |
|  | Virtus Basket Spezia | Virtus Basket Spezia | 67                   |                      |                  |                  |                 |                 |  |
|  |                      |                      |                      |                      |                  |                  |                 |                 |  |
|  |                      |                      |                      |                      |                  | Le Mura Lucca    | Le Mura Lucca   | 75              |  |
|  |                      |                      |                      |                      |                  | Le Mura Lucca    | Le Mura Lucca   | 75              |  |
|  |                      |                      |                      |                      |                  | Virtus Cagliari  | Virtus Cagliari | 60              |  |

#### Semifinale
| Arbitri: | Posti (Perugia) S. Barilani (Roma) |

|            |       |          |
| Corbani 17 | Punti | 18 Costi |

#### Finale (terzo posto)
| Cagliari 1º aprile 2010, ore 17:00 CEST             | Ducato Le Mura Lucca | 75 – 60 (27-12; 44-29; 64-45) referto | Virtus Cagliari | PalaCus |
| \| \| \| \| \| Fabianova 13 \| Punti \| 23 Carta \| |                      |                                       |                 |         |
|                                                     |                      |                                       |                 |         |
| Fabianova 13                                        | Punti                | 23 Carta                              |                 |         |